# 바비를 위한 기도
《바비를 위한 기도》(영어: Prayers for Bobby)는 미국의 드라마 텔레비전 영화로, 2009년 1월 24일 라이프타임 채널에서 첫 방영되었다. 어머니의 종교적 편협과 사회적 편견에 부딪혀 자살한 동성애자 보비 그리피스의 실화를 담은 리로이 F. 에런스의 동명 책에 바탕하였다. 대니얼 슬래덱 엔터테인먼트, 원스 어폰 어 타임 필름스, 퍼멋 프레젠테이션스에서 제작하였다.
2009년 제61회 프라임타임 에미상에서 텔레비전 영화 부문 작품상과 미니시리즈·영화 부문 여우 주연상 후보에 올랐다.

## 줄거리
캘리포니아주 월넛크리크에 사는 메리 그리피스는 독실한 기독교인이며 장로교의 복음주의 가르침에 따라 자식들을 보수적으로 키운다. 어느 날 아들 보비가 아스피린 과다 복용으로 자살을 시도한 뒤 형 에드에게 동성애자일지도 모른다고 고백하면서 온 가족이 보비의 비밀을 알게 된다.
보비의 아버지와 형제들은 서서히 보비의 동성애를 받아들인다. 하지만 메리는 하나님이 그를 치유할 수 있다고 믿고 전환 치료를 받게 하고, 기도를 열심히 하고 교회 활동으로 평안을 찾으라고 독려한다. 사랑하는 어머니에게서 인정을 받을 수 없다는 좌절감과 교회의 동성애 혐오적 태도에 짓눌린 보비는 사람들을 멀리하고 우울증에 시달린다.
보비는 자신의 성적 지향성을 이해하는 사촌 저넷의 오리건주 포틀랜드 집에서 여름을 보낸다. 보비는 동성애 성향을 없애려는 희망을 포기하고 저넷이 알려 준 게이바에서 만난 데이비드와 사귀게 된다. 그러나 메리는 게이를 아들로 둘 수는 없다며 보비와 의절하고, 보비는 자퇴를 한 뒤 아예 포틀랜드로 떠난다. 보비는 데이비드와 점차 멀어져 결별하게 되자 더 깊은 절망에 빠져든다. 결국 보비는 고속 도로 위 다리에서 뛰어내리고, 대형 트레일러 트럭에 부딪혀 즉사한다.
사랑하는 아들을 잃은 비극으로 슬픔에 잠긴 메리는 그녀 자신과 다니던 교회의 성경 해석에 의문을 갖기 시작한다. 긴 고통 속에서 메리는 동성애자 사회에 대해 알아가고, 생전 보비가 다니던 지역 교회 목사를 만나게 된다. 이 메트로폴리탄 커뮤니티 처치 교회는 동성애를 죄로 치부하지 않는 주류 개신교 교파이며, 목사는 메리에게 PFLAG(동성애자 부모, 가족, 친구들의 모임) 모임에 나갈 것을 권유한다. 메리는 그곳에서 보비가 동성애자인 점에 아무 잘못된 게 없기 때문에 하나님이 이를 치유하지 않았다는 것을 깨닫는다.
메리는 동성애자 인권 지지자가 되고, 동성애자의 날 제정이 논의되는 지역 회의에서 연설까지 하게 된다. 그녀는 사람들에게 동성애자를 혐오하고 비판하기 전에 이를 자녀들이 모두 듣고 있다는 걸 염두에 두어야 한다고 강조한다. 동성애자의 날은 통과되지 못하지만 메리와 가족들은 샌프란시스코에 가서 퀴어 퍼레이드에 참여해 PFLAG 회원들과 행진한다. 메리는 도중 보비와 닮은 청년을 발견하자 다가가 포옹을 한다. 메리는 동성애자들의 인권을 위해 열심히 일할 것을 다짐한다.

## 출연진
- 시고니 위버
- 헨리 처니
- 라이언 켈리
- 오스틴 니컬스
- 댄 버틀러
- 칼리 슈로더
- 섀넌 이건
- 스콧 베일리
- 수전 루탠
- 댄 웰스

## 기타 제작진
- 공동 제작: 스티브 론지, 실비오 무랄리아, 데이비드 스타인버그
- 라인 제작: 크리스토퍼 J. 댄턴
- 배역: 샤나 랜즈버그
- 미술: 개러스 스토버